# 辻家住宅 (大阪狭山市)
辻家住宅（つじけじゅうたく）は、大阪府大阪狭山市に所在する古民家。主屋等が国の登録有形文化財となっている。

## 文化財
2006年 (平成18年) 3月2日、以下が登録有形文化財に登録された。
- 主屋 – 茅葺き及び瓦葺き、大和棟、建築面積103平方メートル、1879年 (明治12年) 建築。落棟や庇は瓦葺き。四間取平面の居室、式台玄関、台所と土間を配置し、西側に格式の高い座敷を突出。軸部は差鴨居を用いた強固な構造となっている[1]。
- 高塀 –　木造、瓦葺き、真壁造、漆喰塗、明治期の建築。長屋門西側から北に延伸し、北辺で折れて本蔵に接続。折曲り約42メートル、切石積基礎上に建つ[2]。
- 米蔵 – 土蔵造平屋建、瓦葺き。1870年建築、建築面積17平方メートル。敷地北辺にあり、西は居間と接する。堅牢な構造で北面に庇付窓、南面に引戸口を配置[3]。
- 本蔵、居間、長屋門、仕切塀

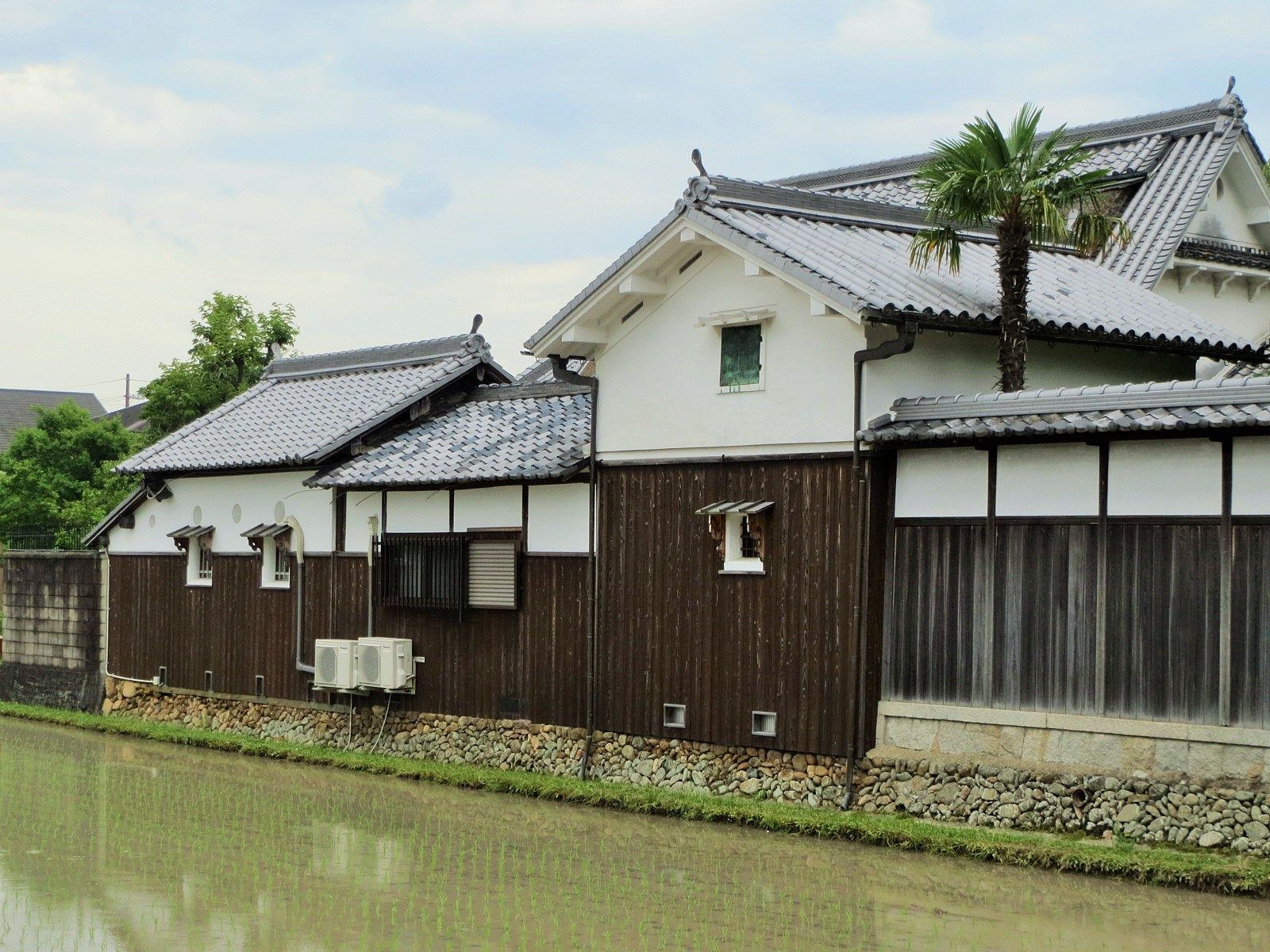
米蔵・居間・本蔵
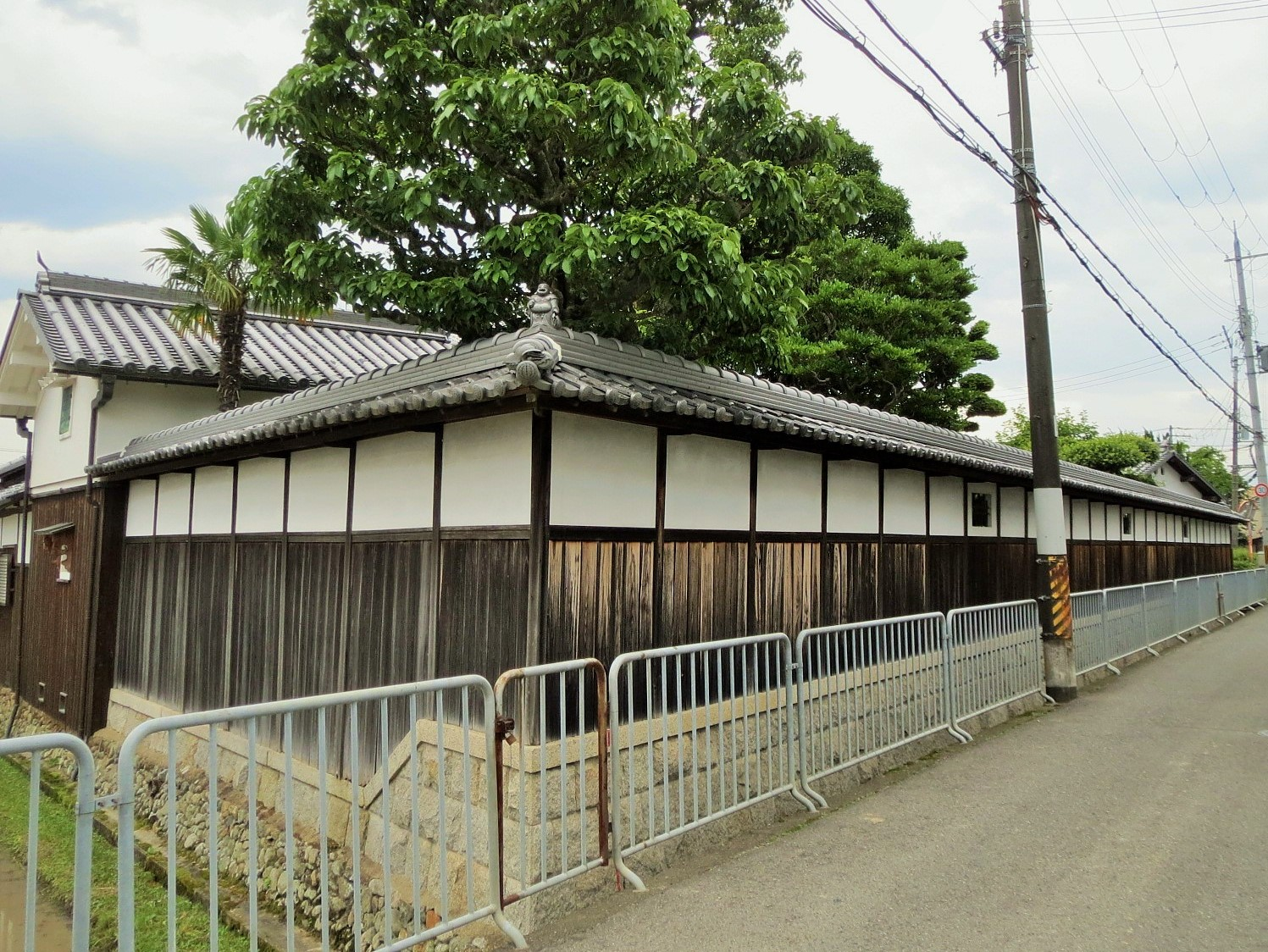
高塀
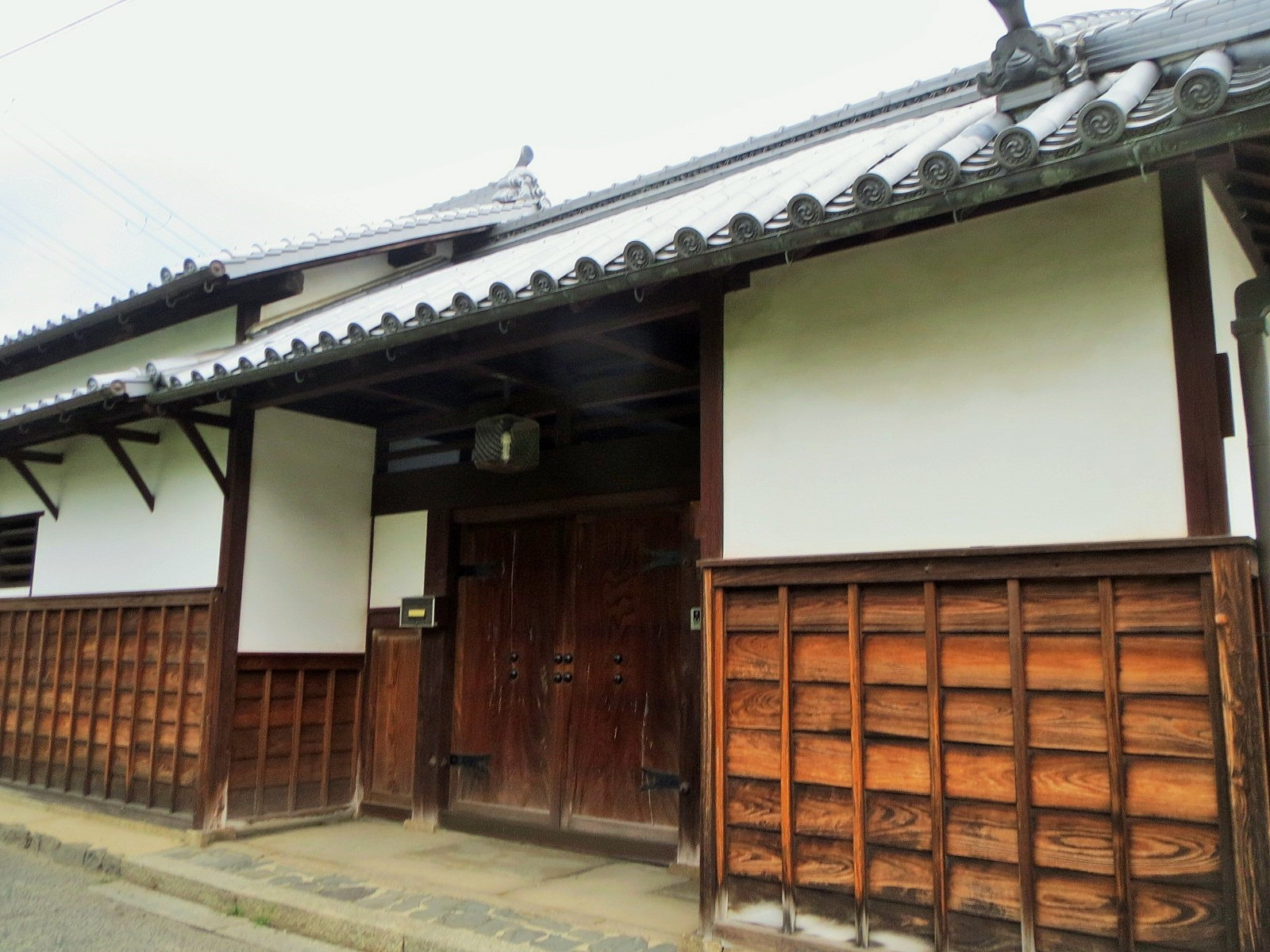
長屋門

## 現地情報

### 交通アクセス
- 南海高野線大阪狭山市駅より徒歩21分

### 公開状況
- 非公開